# 景瑞控股
景瑞控股有限公司，簡稱景瑞控股（英語：JINGRUI HOLDINGS LIMITED，港交所：1862），在1993年，由閆浩（聯席董事長及首席執行官）和陳新戈（聯席董事長），於上海（總部）組成「景瑞地產（集團）股份有限公司」（前身上海景瑞房地產發展公司）。
業務在中國內地經營開發和物业管理。
股份在2013年10月31日於港交所主板上市。招股價為5.48港元，全球發售為3.13億股，集資額為17.16億港元。

## 連結
- jingruis.com